# Ferdinand Adam von Pernau
Ferdinand Adam Freiherr von Pernau (* 7. November 1660 in Steinach am Brenner; † 14. Oktober 1731 in Rosenau) war ein Österreichischer Adliger, Geheimrat in Coburg und Ornithologe sowie Übersetzer. 

## Leben
Pernau stammte aus einem alten Tiroler Adelsgeschlecht, das im 17. Jahrhundert in Unterösterreich landständig wurde. 1670 wanderte sein Vater Georg Ferdinand mit der Familie wegen ihres evangelischen Glaubensbekenntnisses nach Sulzbach in der Oberpfalz aus.
1676 begann Pernau mit seinem jüngeren Bruder ein Studium an der Universität Altdorf, wo er promovierte. Vier Jahre später trat er in den Pegnitzer Blumenorden ein, eine 1644 gegründete literarische Gesellschaft. Ab 1681 arbeitete er im pfalzgräflichen Dienst als Regierungsassessor und Kammerjunker in Sulzbach, betätigte sich als Schriftsteller und reiste nach Italien, Frankreich und Holland.
1690 zog Pernau nach Coburg und trat als Konsistorialrat und Kammerjunker in den Dienst von Herzog Albrecht. Ein Jahr später folgte die Heirat mit Maria Elisabeth Händl von Rämingsdorff auf Streufdorf und 1694 die Ernennung zum Hofrat. Nach dem Tod von Herzog Albrecht im Jahr 1699 entzündeten sich jahrzehntelange Erbstreitigkeiten um das Fürstentum Sachsen Coburg. Rechtswidrig nahm Herzog Bernhard I. von Sachsen-Meiningen das Fürstentum. 1708 wurde Pernau Vorsitzender im Rat der Coburger Regierung und 1710 zum sachsen-meiningischen Geheimen Rat ernannt. Den Regierungsvorsitz übte er bis 1725 aus, als die Mitregentschaft von Sachsen-Saalfeld in Coburg begann.
1704 erwarb Pernau von der Familie von Rosenau und zu Ketschenbach das Schloss und Kammergut Rosenau. Im Jahr 1731 starb von Pernau auf Rosenau, bestattet wurde er in einer Gruft in der Unterlauterer Trinitatiskirche.

## Leistungen

### Naturbeobachter
Pernau wird als Begründer der wissenschaftlich betriebenen biologischen Vogelforschung bezeichnet. Er beobachtete die Vogelwelt im Coburger Land in ihrer natürlichen Umgebung und hielt auch viele Vogelarten im Käfig. Dabei dokumentierte er die von ihm beobachteten Vogelarten durch eine exakte Aufzählung und Beschreibung. Er führte erstmals die Namen für Baumläufer, Blaukehlchen, Bergfink, Rotdrossel, Sprosser oder Hausrotschwanz ein. 1702 erschien erstmals anonym, sein mehrfach bearbeitetes und umbenanntes Hauptwerk, ein Vogelbuch das 1720 heißt: „Angenehme Land-Lust! Deren man in Städten und auf dem Lande, ohne sonderbare Kosten, unschuldig geniessen kann. Oder von Unterschied/Fang/Einstellung und Abrichtung der Vögel/ Samt deutlicher Erleuterung derer gegen den Zeit-Vertreib geschehenen Einwendungen, auch nöthigen Anmerkungen über Hervieux von Canarien-Vögeln/ und Aitinger vom Vogelstellen“. Da Pernau seine Werke anonym veröffentlichte, wurden seine Leistungen erst Anfang des 20. Jahrhunderts durch Erwin Stresemann bekannt.

### Übersetzer
In drei Bänden erschien zwischen 1682 und 1696 in Nürnberg die Übersetzung des achtbändigen Romans „Almahide où l'esclave reine“ der französischen Autorin Madeleine de Scudéry. Von Pernau ließ 1694 zusammen seinem Bruder Johann Philipp Ferdinand die Übersetzung von Satiren von Nicolas Boileau-Despréaux anonym unter dem Titel „Verschiedene Satirische Schriften deß Hn. D. ** Aus dem Französischen in das Hochteutsche übersetzet / von / einem Liebhaber der / Poesie“ erscheinen.

### Schriftsteller
Von Pernau gehörte zu den Pietisten in Coburg. 1712 entstand eine kleinere pietistische Schrift über das „abscheuliche Laster des Saufens und der Trunckenheit“ und 1722 eine Bettelordnung.

## Werke
- Angenehmer Zeitvertreib, welchen das liebliche Geschöpf/ Die Vögel auch außer dem Fang/in Ergründung deren Eigenschaften/Zahmmachung oder anderer Abrichtung /dem Menschen schaffen können. Mit vielen Anmerckungen versehen/ und mit vielen schönen Kupfern gezieret/Durch einen die erschaffenden Creaturen beschauenden Liebhaber. Nebst Anhang von der Waidmannschaft Nürnberg 1716.
- Angenehme Land-Lust! Deren man in Städten und auf dem Lande, ohne sonderbare Kosten, unschuldig geniessen kann. Oder von Unterschied /Fang /Einstellung und Abrichtung der Vögel /Samt deutlicher Erleuterung derer gegen den Zeit-Vertreib geschehenen Einwendungen, auch nöthigen Anmerkungen über Hervieux von Canarien-Vögeln/und Aitinger vom Vogelstellen. Dem beygefüget Joseph Mitelli Jagd-Lust. Alles mit schönen Kupfern gezieret. Frankfurt und Leipzig 1720.